# William Ruto
William Samoei Arap Ruto (Sambut, 21 dicembre 1966) è un politico keniota, presidente del Kenya dal 13 settembre 2022 dopo avere vinto le elezioni del 9 agosto dello stesso anno. In precedenza aveva ricoperto la carica di vicepresidente del paese africano a partire dal 9 aprile 2013 fino al 13 settembre 2022 .

## Biografia
Membro del Parlamento dal 1998 al 2013, nella sua carriera ha ricoperto svariate cariche pubbliche. È stato ministro degli affari interni nel governo di Daniel Arap Moi da agosto a dicembre 2002. Successivamente ha prestato ricoperto la carica di ministro dell'agricoltura dal 2008 al 2010 e di ministro dell'istruzione superiore da aprile a ottobre 2010. 
In seguito, si è candidato alle elezioni presidenziali del 2022, vincendo con il 50,49% dei consensi sullo sfidante Raila Odinga. L’elezione, tuttavia, è stata caratterizzata da un clima di violenze e tensioni molto acceso, anche all’interno della stessa commissione elettorale, che tuttavia ha comunque conferito la vittoria a Ruto. In seguito ad una serie di ricorsi presentati dallo sfidante Raila Odinga, la Corte Suprema del Kenya, il 5 settembre 2022, ha confermato la vittoria di quest’ultimo, respingendo i ricorsi.

## Vita privata
È sposato e ha figli con Rachel Chebet.